# 간베촌 (미에현 이난군)
간베촌(神戸村)은 미에현 이난군에 있던 촌이다. 현재 마쓰사카시 중심부의 남동부 일대, 기세이본선 도쿠와역과 긴테쓰 야마다선 히가시마쓰자카역 주변에 해당한다.

## 역사
- 1889년 4월 1일 - 정촌제 시행에 의해 이타카군 간베촌이 성립하였다.
- 1896년 4월 1일 - 군제 시행에 의해 간베촌은 이난군에 속하게 되었다.
- 1930년 1월 1일 - 마쓰사카정에 편입해, 동일 간베촌은 폐지되었다.

## 교통

### 철도
- 일본 철도성
  - 산구선
- 이세전기철도
  - 본선 (현 긴키 닛폰 철도)
- 산구급행철도
  - 본선 (현 긴키 닛폰 철도)

### 도로
- 이세 가도

## 참고문헌
- 가도카와 일본 지명 대사전 24 三重県